# Розвідувальне агентство (Хорватія)
Розвідувальне агентство (хорв. Obavještajna agencija) — колишня хорватська спецслужба, яка з ухваленням у квітні 2002 нового Закону Хорватії «Про служби безпеки» перейняла майно, службовців, більшість повноважень і поточні справи колишнього Управління національної безпеки, чи то пак Хорватської розвідувальної служби.

## Діяльність
Відповідно до зазначеного Закону, агентство, діючи за кордоном, аналізувало, обробляло та оцінювало дані політичного, економічного, безпекового і військового характеру, що стосуються зарубіжних країн, міжнародних урядових і неурядових організацій, політичних, військових та економічних альянсів, групи та осіб, особливо тих, які вказують на наміри, можливості, приховані плани і таємні дії, спрямовані на загрозу національній безпеці.
Також шляхом співпраці з відповідними службами Міністерства закордонних справ дбало контррозвідувальну безпеку хорватських громадян та установ за кордоном.
Агентство співпрацювало з іноземними службами безпеки та іншими відповідними службами, обмінюючись даними та інформацією, а також виконуючи завдання у межах своїх повноважень, координувало взаємодію інших служб безпеки Республіки Хорватія із службами іноземних партнерів.